# Malta Festival Poznań
 Malta Festival Poznań (cho đến năm 2009: Liên hoan Sân khấu Quốc tế Malta) - lễ hội sân khấu quốc tế được tổ chức hàng năm vào tháng 6 hoặc vào đầu tháng 6 và tháng 7 tại Poznań, Ba Lan, kể từ năm 1991.
Cái tên Malta bắt nguồn từ hồ Malta nằm ở trung tâm của Poznań. Đây là một trong những sự kiện nghệ thuật quan trọng nhất ở Trung và Đông Âu và được người dân mong đợi.
Nó tập trung vào nhà hát ngoài trời và thử nghiệm. Dần dần lễ hội đã mở rộng lợi ích của nó và trở thành một cái nhìn tổng quan về không chỉ các vở kịch sân khấu quốc tế mà còn cả âm nhạc, khiêu vũ và thậm chí cả phim ảnh. Hầu hết các buổi biểu diễn được trình diễn trực tiếp trên các đường phố trên toàn thành phố.